# The Education of Aunt Georgiana
The Education of Aunt Georgiana è un cortometraggio muto del 1913 diretto da Maurice Costello e da Robert Gaillard (con il nome Robert Gaillord). Nel cast del film, oltre ai due registi che ne sono anche interpreti, recitano Mary Charleson, Brinsley Shaw e Kate Price nel ruolo del titolo.

## Produzione
Il film fu prodotto dalla Vitagraph Company of America.

## Distribuzione
Distribuito dalla General Film Company, il film - un cortometraggio in una bobina - uscì nelle sale cinematografiche statunitensi il 31 dicembre 1913.